# Kerk van Blijham
De Hervormde kerk van Blijham is een zaalkerk uit de achttiende eeuw in het Groninger dorp Blijham.

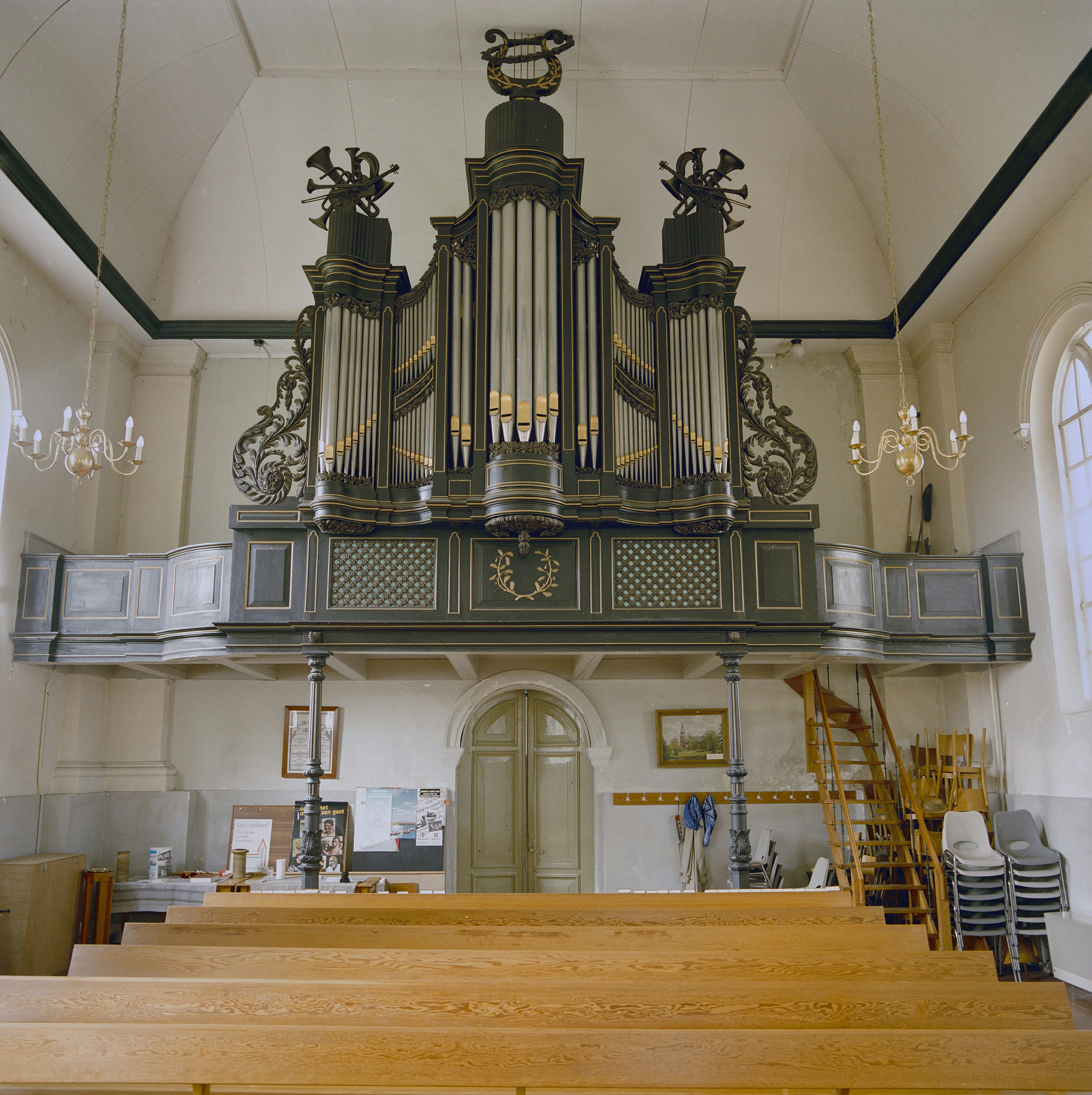
Het Van Oeckelenorgel uit 1869

Blijham had eerder een kerk uit de zestiende eeuw, die in 1781 gesloopt werd als gevolg van een volledig geëscaleerde ruzie in het dorp over de benoeming van de schoolmeester. De nieuwe kerk kreeg in 1872 de huidige kerktoren. 
De luidklok uit 1901 werd in de Tweede Wereldoorlog geroofd door de Duitse bezetters en in 1948 vervangen door de huidige. De toren raakte tijdens de oorlog beschadigd door een neergestort vliegtuig en werd pas in 1977 gerestaureerd. 
Het kerkorgel van Petrus van Oeckelen uit 1869 werd in 2012 gerestaureerd door de orgelbouwers Bakker & Timmenga.

## Zie ook

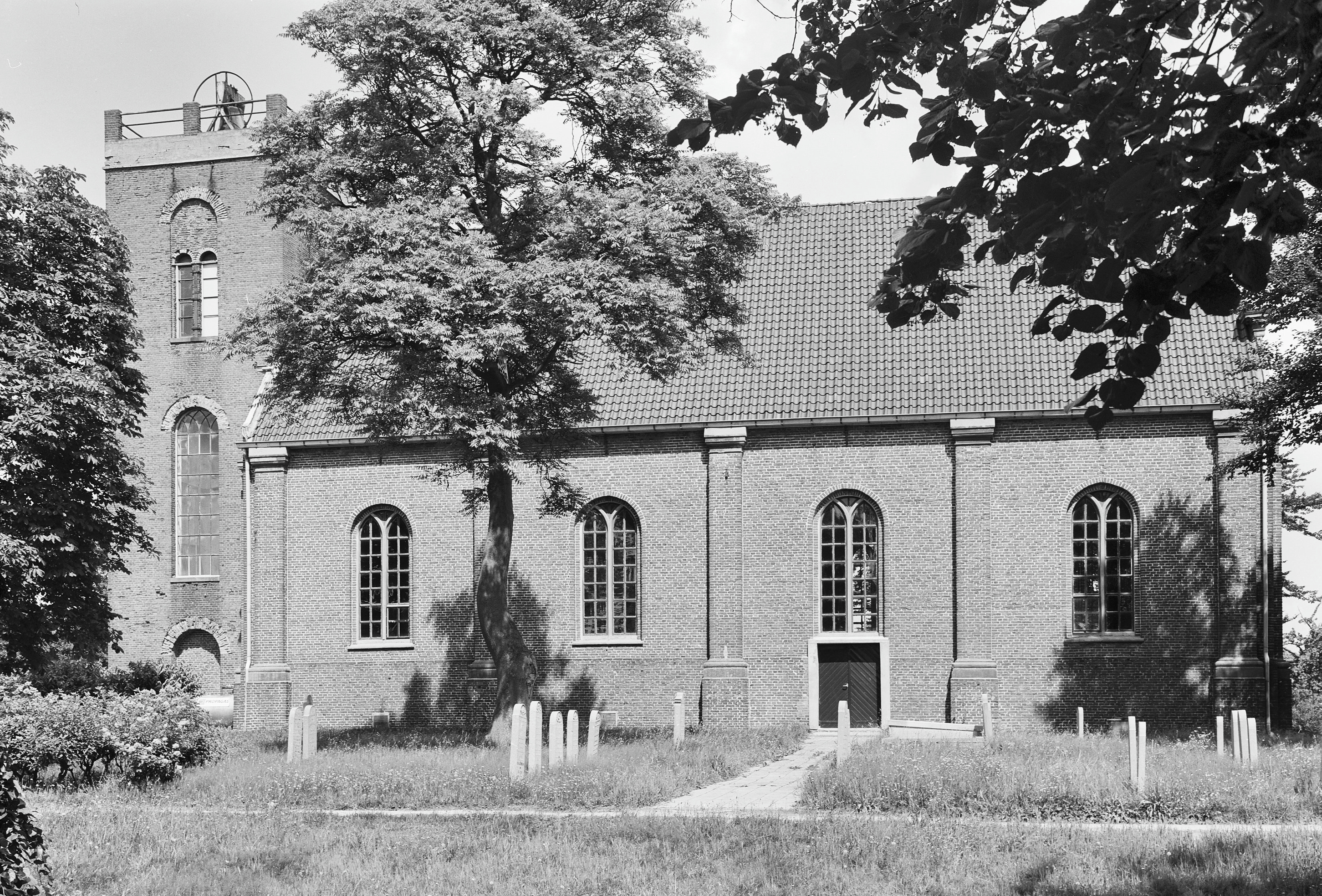
Kerk met nog de in de oorlog beschadigde kerktoren, gefotografeerd in augustus 1968